# Стовпинка
Сто́впинка — село в Україні, в Коростенському районі Житомирської області. Входить до складу Олевської міської громади.. Населення становить 674 осіб.

## Географія
На північно-західній околиці села бере початок річка Сліпетинка, права притока Радчі. Селом протікає річка Сажалка, права притока Радчі.

## Історія
У 1906 році село Олевської волості Овруцького повіту Волинської губернії. Відстань від повітового міста 90 верст, від волості 18. Дворів 59, мешканців 414.
5 листопада 1921 р. під час Листопадового рейду через Стовпинку проходила головна команда Волинської групи (командувач — Юрій Тютюнник) Армії Української Народної Республіки.
Під час організованого радянською владою Голодомору 1932—1933 років померло щонайменше 2 жителі села.
До 11 серпня 2016 року село входило до складу Стовпинської сільської ради Олевського району Житомирської області.

## Населення
Згідно з переписом УРСР 1989 року чисельність наявного населення села становила 769 осіб, з яких 348 чоловіків та 421 жінка.
За переписом населення України 2001 року в селі мешкали 673 особи.

### Мова
Розподіл населення за рідною мовою за даними перепису 2001 року:
| Мова       | Відсоток |
| ---------- | -------- |
| українська | 99,55 %  |
| російська  | 0,45 %   |

## Відомі люди
- Грабарчук Володимир Миколайович — депутат Верховної Ради УРСР 9-го скликання.
- Козловець Микола Адамович (нар. 1953) — український філософ.
- Талах Валентин Костянтинович — Заслужений артист України.